# Šel přes potok Cedron k hoře
Šel přes potok Cedron k hoře je osmé studiové album skupiny Oboroh. Obsahuje pašijové písně z různých období od středověkých, barokních k současným, včetně vlastní tvorby skupiny. Písně nejsou na albu seřazeny dle doby vzniku, ale podle dějové linky pašijového příběhu. Potok Cedron, který se zmiňuje v názvu alba, protéká mezi Jeruzalémem a Olivetskou horou, na jejímž úpatí je Getsemanská zahrada.
Obal vytvořil Přemysl Štěpánek s motivem detailu trnové koruny.

## Seznam písní
1. Pamatujme všichni věrní – 1:38 (anonym, 16. stol.)
2. Kriste, jenž si smrt podstoupil – 3:58
3. Šel přes potok Cedron k hoře – 4:54
4. Getsemane – 3:06
5. Lásku syna božího – 3:22
6. Velký Pátek – 4:42 (Slávek Klecandr)
7. Vy silní ve víře – 4:15 (Svatopluk Karásek)
8. Teď – 3:35 (Slávek Klecandr)
9. Jak jen se přiblížit – 1:49
10. Pán Kristus, syn Boží věčný – 1:48
11. A – 3:02 (Petr Střešňák)
12. Ó hlavo plná trýzně – 2:56
13. Jezu Kriste, štědrý kněže – 2:17
14. Byl jsi tam – 2:38 (Miloš Rejchrt)

## Obsazení
- Slávek Klecandr (kytara, zpěv)
- Roman Dostál (zpěv, klávesy)
- Jaroslav Jetenský (baskytara, kytara)
- Libor Ježek (bicí)